# Trần Thanh Hồng
Trần Thanh Hồng (sinh 1948) là một cựu chính khách Việt Nam. Bà từng là Đại biểu Quốc hội Việt Nam khóa X, thuộc đoàn đại biểu Trà Vinh, Ủy viên Ủy ban Về các vấn đề xã hội của Quốc hội, Ủy viên Ban chấp hành Tổng liên đoàn Lao động Việt Nam.
Bà tên thật là Trần Thị Quắn, sinh ngày 12 tháng 10 năm 1948, thuộc dân tộc Kinh, quê quán tại xã An Phú Tân, huyện Cầu Kè, tỉnh Trà Vinh. Trước khi được bầu vào Quốc hội, bà từng giữ chức Tỉnh ủy viên Tỉnh ủy Trà Vinh, Chủ tịch Liên đoàn lao động tỉnh. Bà có bằng Cử nhân Chính trị.